# تمیزویا

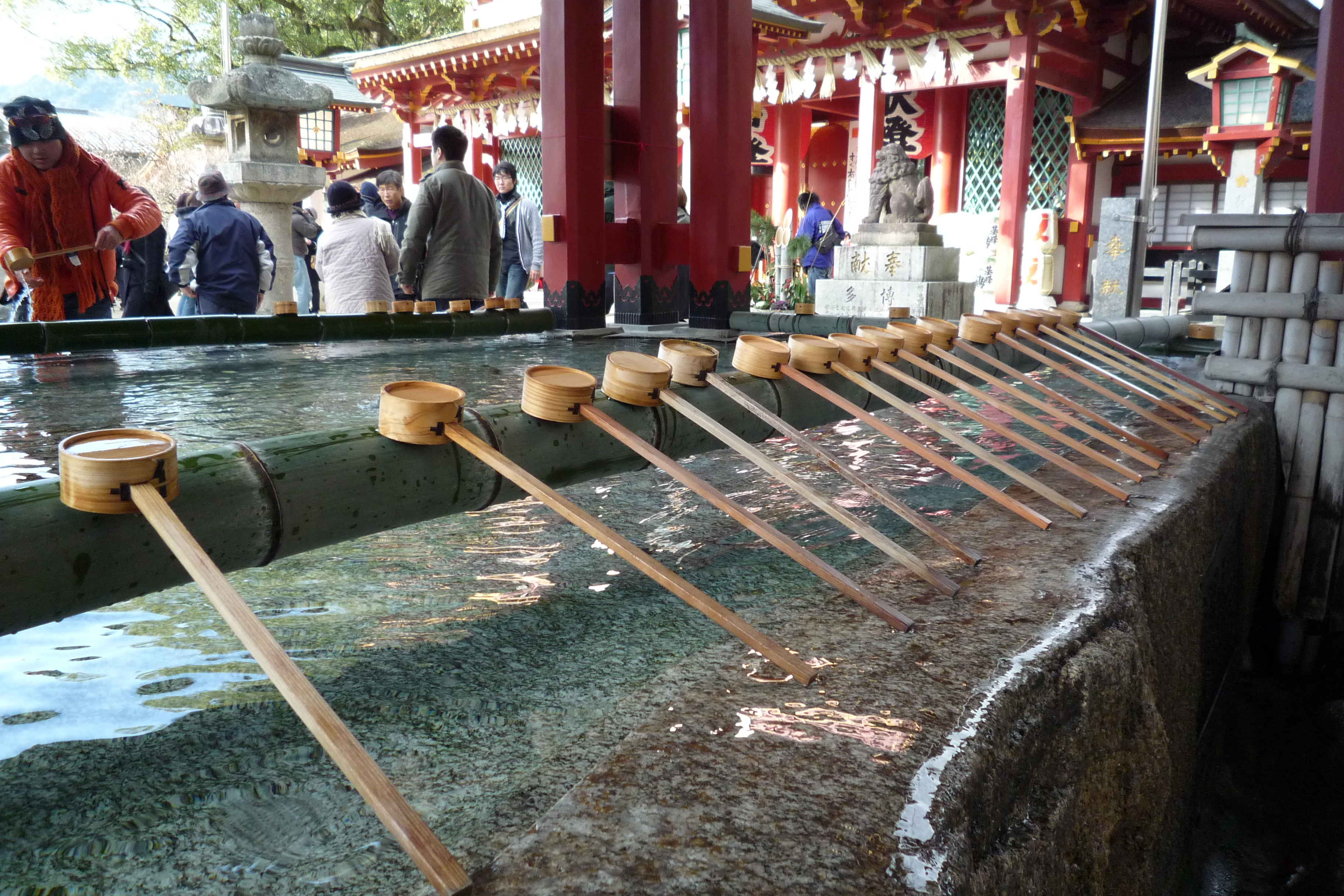
تمیزویا.

تِمیزویا (به ژاپنی: 手水舎, temizuya) یا چوزویا به جای تطهیر و شستشو در مسیر راه زیارتگاه در زبان ژاپنی گفته می‌شود. این تطهیر تشریفاتی شامل شستشوی دهان و ریختن آب روی سر انگشتان است. این نظافت نمادین از ضروریات آماده شدن برای عبادت است. در هیچ زیارتگاهی نیست که چنین محلی به نحوی وجود نداشته باشد. معمولاً محل شستشو از یک غرفهٔ ساده با یک حوضچهٔ سنگی پر آب و یک یا چند قاشقک چوبی تشکیل یافته است.
هدف از انجام این آیین شستشو، زدودن هر گونه شرارت و ناپاکی از زائر است. در ابتدا این آداب تطهیر در چشمه و نهر یا در ساحل دریا انجام می شد، همان گونه که مثلاً در معبد ایسه وجود دارد.